# Тарас на Парнасі
«Тарас на Парнасі» (біл. Тарас на Парнасе) — сатирична бурлескна поема, класичний твір білоруської літератури.

## Сюжет
По дорозі на Парнас і на самій горі лісник Тарас зустрічається з античними богами, в традиції травестійного бурлеску гумористично представленими в білоруському селянському антуражі, а також бачить натовп письменників, які видираються зі своїми працями на гору. Серед них Пушкін, Гоголь, Лермонтов і Жуковський; на Парнас також лізуть сатирично змальовані (але не названі по іменах) Фаддей Булгарін, Микола Греч і Володимир Соллогуб.

## Публікації
- Вераніцын Канстанцін. Тарас на Парнасе. Паэмы / Уклад. з тэкст. падрыхт. і камент. Юрыя Пацюпы, прадм. Язэпа Янушкевіча. — Мінск: Мастацкая літаратура, 2009. — 79 с.